# Leilani Leeane
Leilani Leeane (Lancaster, 1 de octubre de 1992) es una actriz pornográfica estadounidense.

## Premios
| Año  | Ceremonia                 | Resultado | Categoría                     | Película               | Co-vencedores/co-nominados  |
| ---- | ------------------------- | --------- | ----------------------------- | ---------------------- | --------------------------- |
| 2012 | NightMoves Award          | Nominada  | Best New Starlet              | —                      | —                           |
| 2012 | Urban X Award             | Ganadora  | Rising Star Female            | —                      | —                           |
| 2012 | Urban X Award             | Nominada  | Best 3 Way Sex Scene          | Revenge of the Petites | Riley Reid & Ashley Jane    |
| 2012 | Urban X Award             | Nominada  | Best 3 Way Sex Scene          | Black Anal Addiction   | Megan Vaughn & Mike Adriano |
| 2012 | Urban X Award             | Nominada  | Best Anal Sex Scene           | Black Anal Addiction   | Skin Diamond & Mike Adriano |
| 2012 | Urban X Award             | Nominada  | Best Couple Sex Scene         | Racially Motivated 3   | Erik Everhard               |
| 2013 | AVN Award                 | Nominada  | Best All-Girl Group Sex Scene | Revenge of the Petites | Ashley Jane & Riley Reid    |
| 2013 | AVN Award                 | Nominada  | Best New Starlet              | —                      | —                           |
| 2013 | AVN Award                 | Nominada  | Best POV Sex Scene            | POV Junkie 5           | Vince Vouyer                |
| 2013 | XCritic Fans Choice Award | Nominada  | Best New Starlet              | —                      | —                           |